# Luis Aldaz-Isanta
Luis Aldaz-Isanta (1925-2019) fue un meteorólogo español, nacido en Madrid y fallecido en Nuevo México, EE. UU.. Fue el primer científico español en establecer en el Polo Sur geográfico, a unos 3000 km de las bases de la península Antártica en campañas internacionales. Permaneció en la Antártida aproximadamente 40 meses como jefe científico responsable directo de los programas meteorológicos en dos estaciones norteamericanas: Byrd (1959-1960) y Amundsen-Scott/Polo Sur (1961-1962 y 1964-1965). Publicó 6 investigaciones científicas como artículos en revistas internacionales y científicos estadounidenses mantuvieron su memoria, bautizando el “Monte Aldaz” en el sexto continente y en el espacio exterior, el asteroide “13004 Aldaz”.